# بولا رايموند
بولا رايموند (بالإنجليزية: Paula Raymond)‏ هي عارضة ومغنية وممثلة أمريكية، ولدت في 23 نوفمبر 1924 بسان فرانسيسكو في الولايات المتحدة، وتوفيت في 31 ديسمبر 2003 في الولايات المتحدة.

## وصلات خارجية
- بولا رايموند على موقع IMDb (الإنجليزية)
- بولا رايموند على موقع ألو سيني (الفرنسية)
- بولا رايموند على موقع أول موفي (الإنجليزية)
- بولا رايموند على موقع قاعدة بيانات الأفلام السويدية (السويدية)
- بولا رايموند على موقع إن إن دي بي (الإنجليزية)
- بولا رايموند على موقع قاعدة بيانات الفيلم (الإنجليزية)
- بولا رايموند على موقع كينوبويسك (الروسية)